# Biserica de lemn din Bulgari

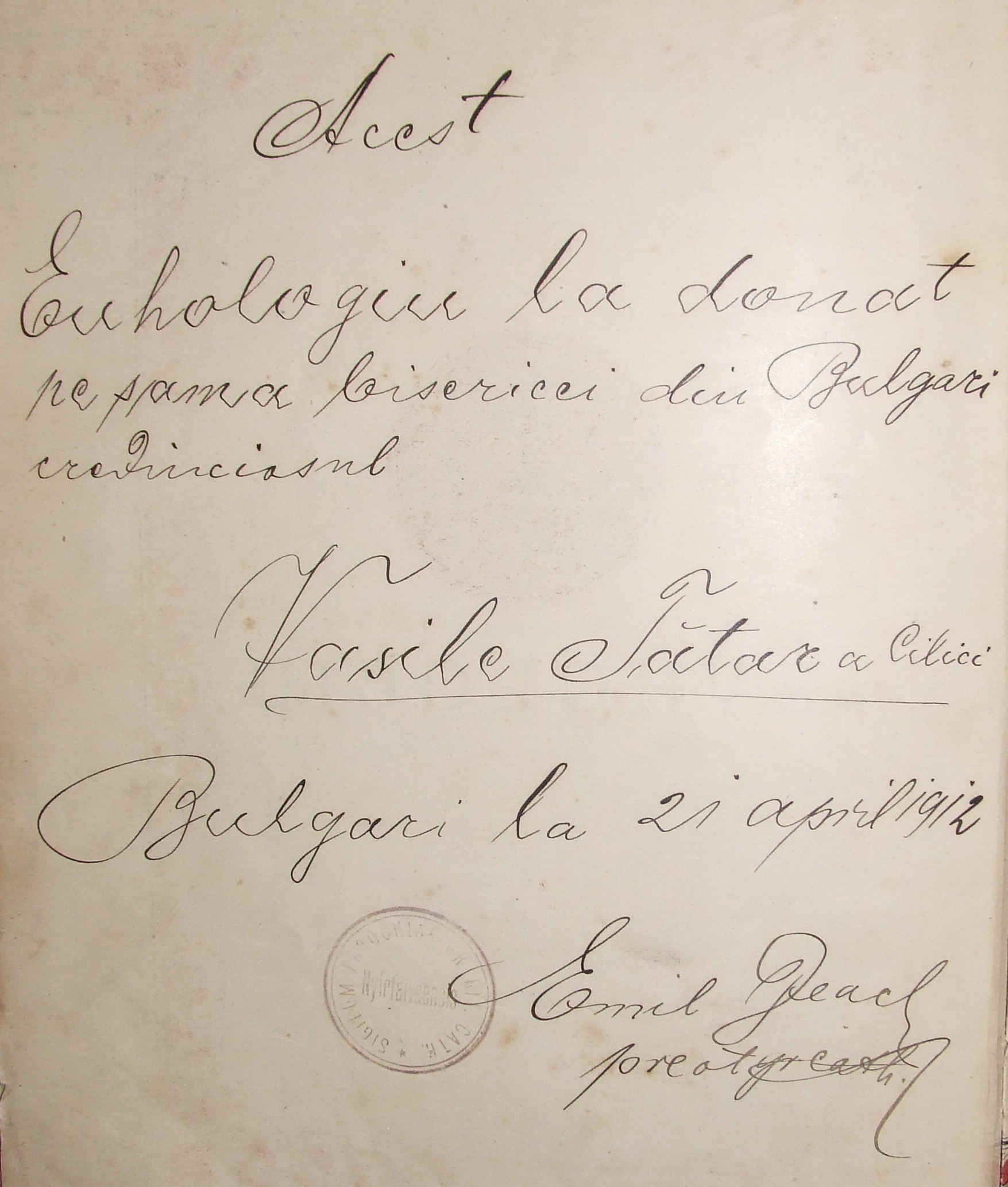
Înscris pe Evhologiul bisericii, tipărit la București în 1910

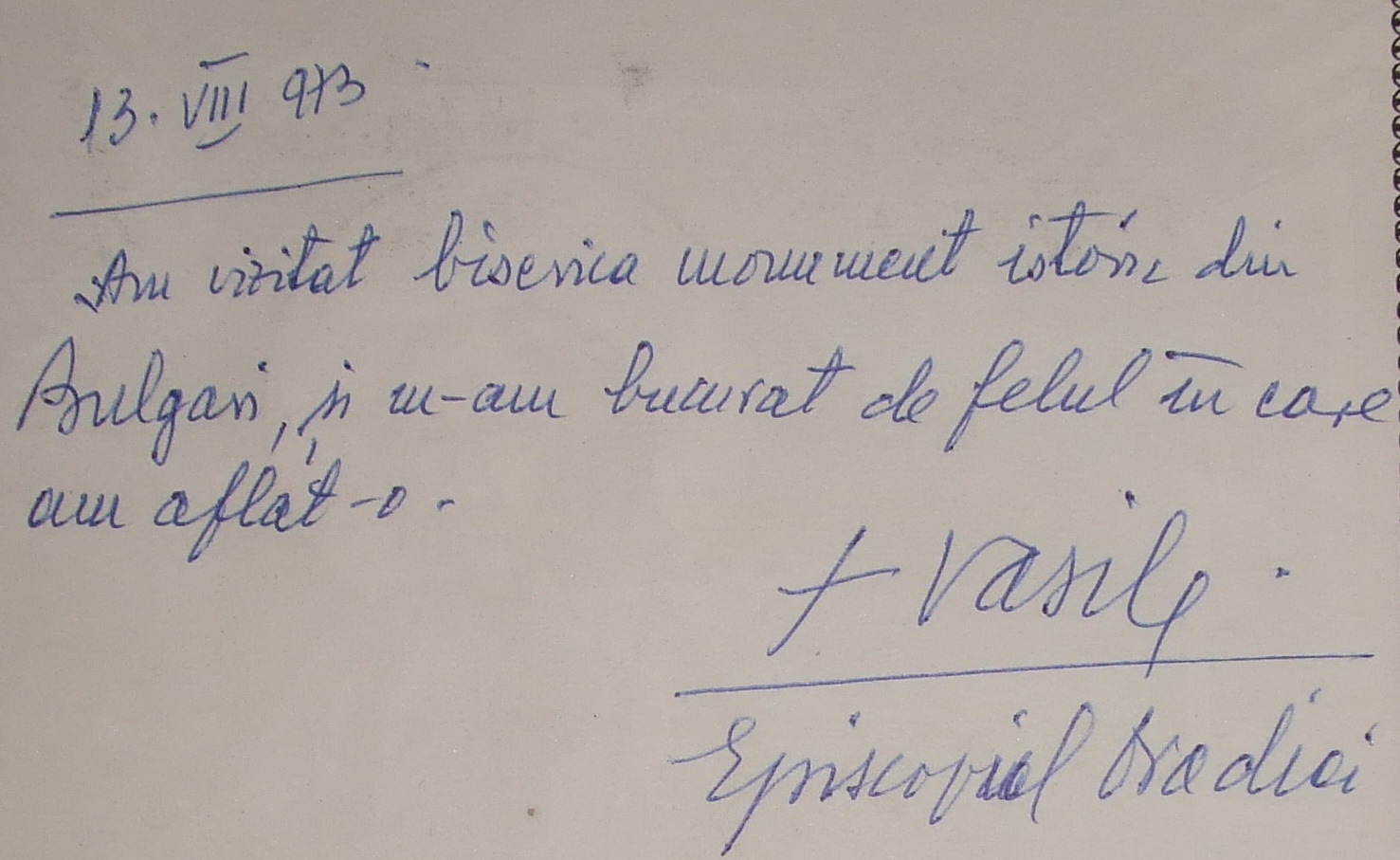
Înscris pe Evanghelia bisericii, la trecerea P.S. Vasile al Oradiei, în 1973

Biserica de lemn din Bulgari se află în localitatea omonimă din județul Sălaj. Mențiunile bibliografice datează biserica din anul 1547 și este foarte probabil ca și în realitate aceasta să fi fost ridicată cel mai târziu în veacul al 17-lea. O inscripție din 1783 consemnează șindrilirea ei. Legat de acest eveniment tradiția reține că biserica a fost anterior acoperită cu "tulheni" (tulpini de porumb). Biserica se află pe noua listă a monumentelor istorice sub codul LMI: SJ-II-m-A-05029.

## Istoric și trăsături
Biserica este construită din bârne cioplite, așezate în cununi orizontale, îmbinate la colțuri prin sistemul de prindere „coadă de rândunică”. Are la bază o talpă din lemn de stejar și este așezată pe un soclu din piatră. Are formă de navă, un turn nu prea înalt, dar bine proporționat cu restul construcției. Pe partea sudică a bisericii se află o prispă, pe aceeași latură de sud se află și intrarea. Absida altarului este marcată prin retragerea pereților laterali față de linia naosului. 
„Ceea ce merită a fi remarcat este forma semicirculară de plan a altarului, formă rareori întâlnită în arhitectura lemnului. Lipsind în zonă biserica medievală de zidărie, căreia această formă arhitecturală îi era specifică, gândul ne poartă, mai în adâncul vremii, la sanctuarele romanice, nelipsite în pământul Silvaniei. O execuție dibace și plină de frumusețe, însoțește raritatea formei acestui altar.”
De o reală valoare artistică este iconostasul, unde se află pictată scena Mântuitorului cu cei doisprezece apostoli, pictura care se datorează autorului icoanelor împărătești, datate 1775. La începutul secolului XIX, biserica a fost pictată, tradiția atribuind opera de înfrumusețare lui Ioan Prodan, asemănându-se foarte mult cu pictura bisericii din Bârsa, pictată de același artist. În naos, pe pereții laterali și pe boltă, se regăsesc scene biblice, ca Patimile Mântuitorului, Înălțarea Domnului, dar și portrete ale Sfântului Ilie și Sfântului Petru.
De-a lungul vremii, biserica a suferit lucrări de renovare. În anul 1783, a fost reacoperită cu șindrilă de „Meșteru Lazăru”. O nouă refacere a acoperișului are loc în anul 1929. Ultima renovare a bisericii s-a efectuat în anul 1984.

## Imagini

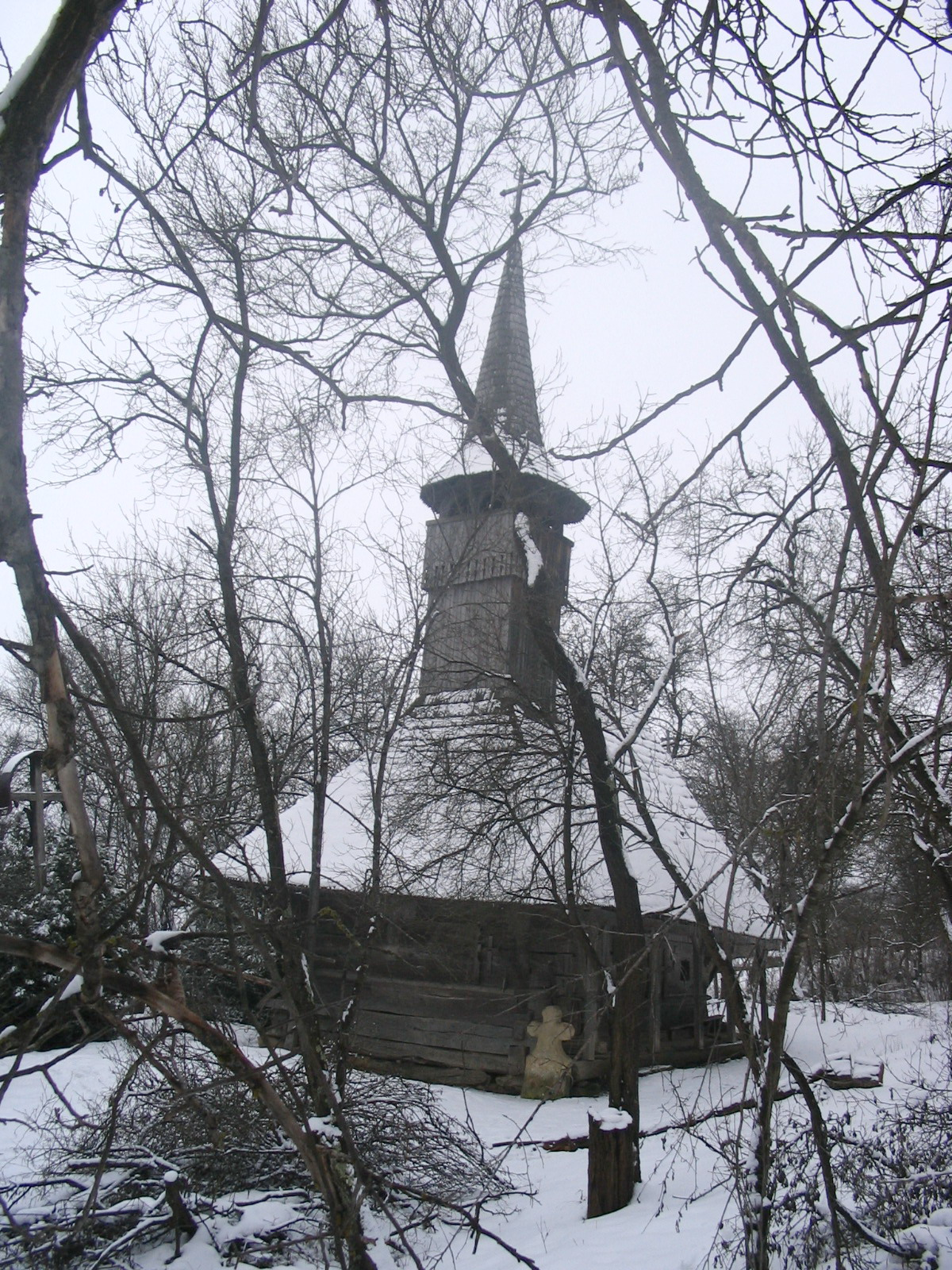
Vedere de ansamblu, din sud-vest
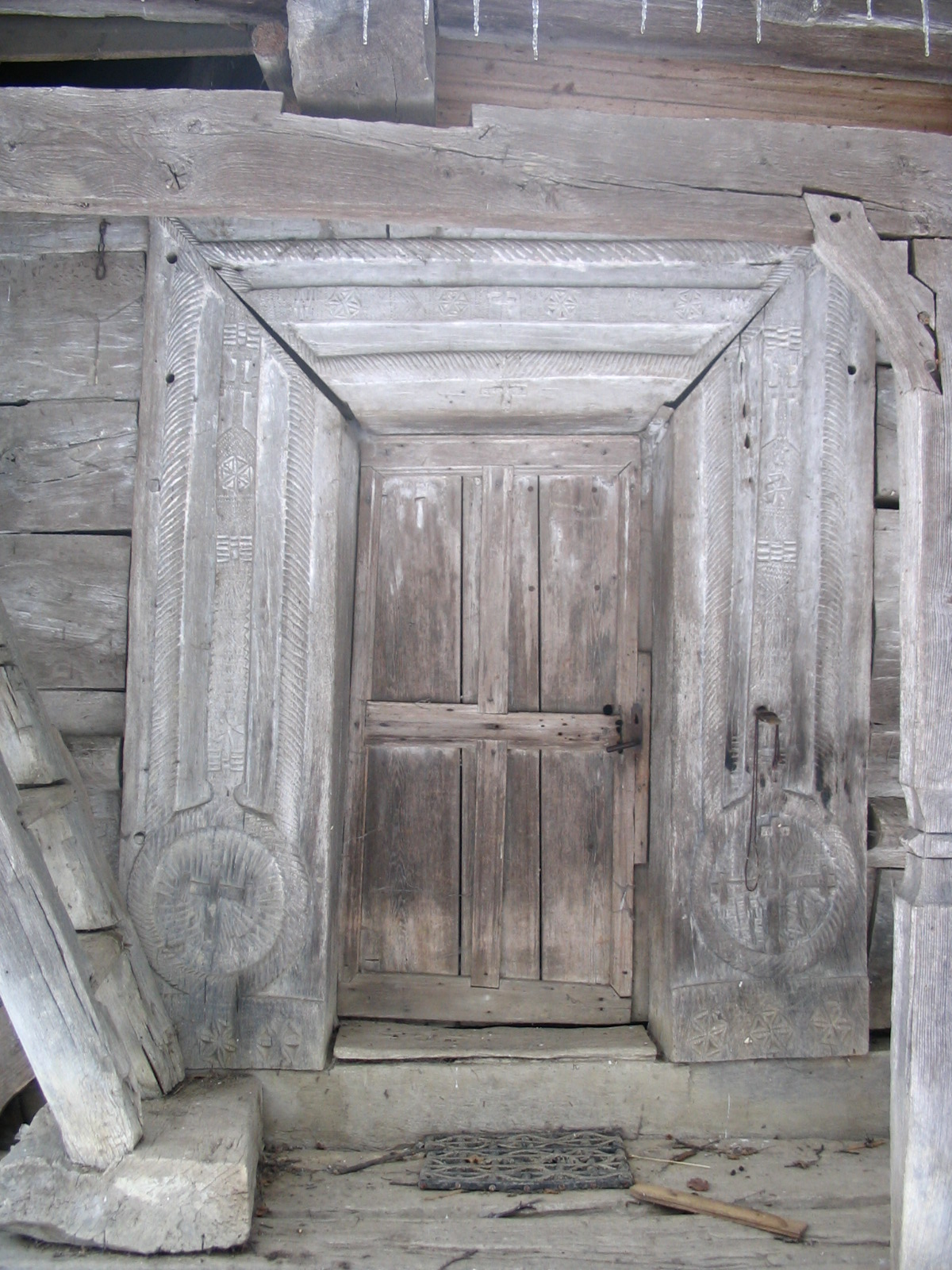
Portalul bisericii
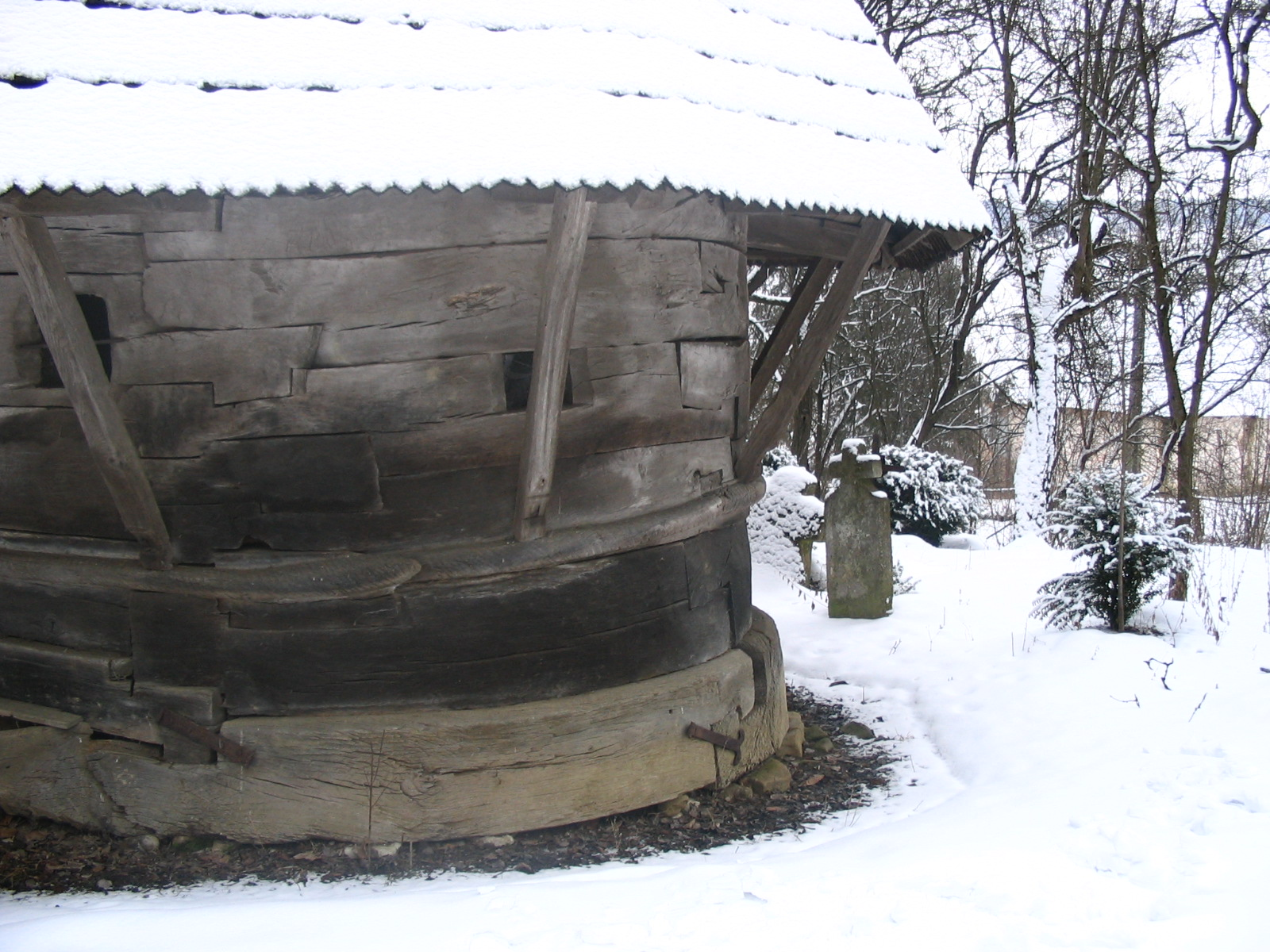
Absida altarului
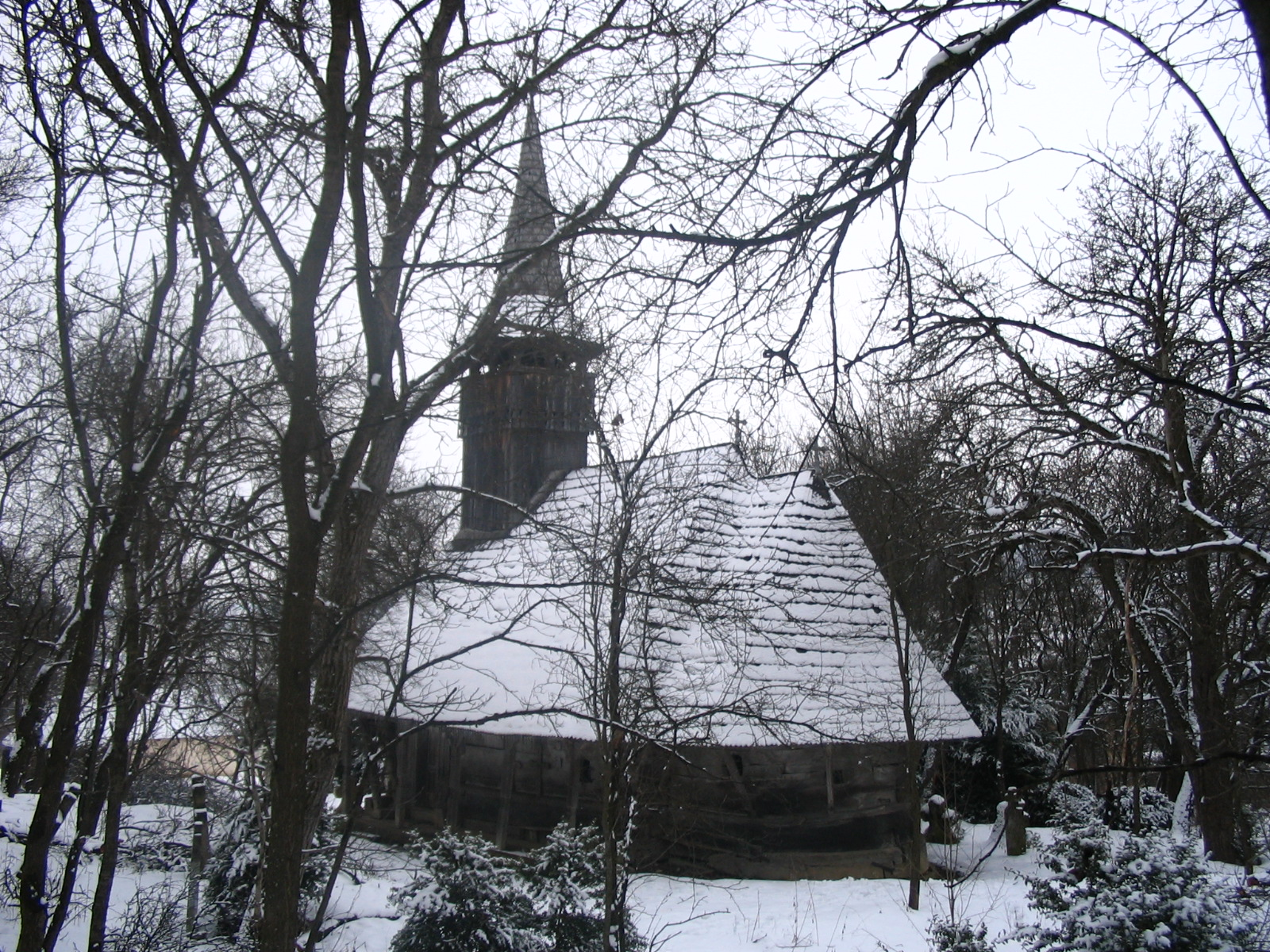
Vedere din sud-est
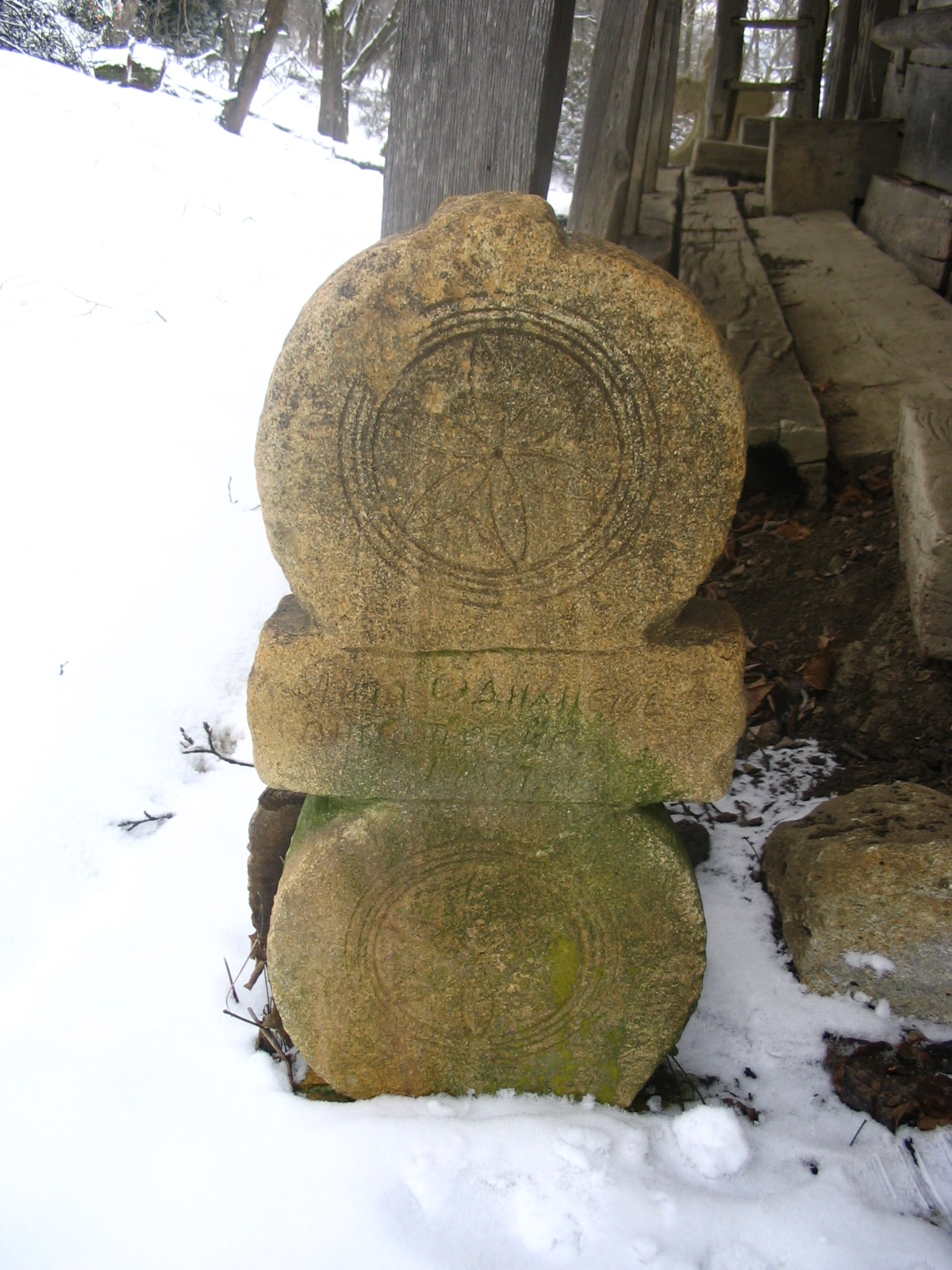
Piatră funerară
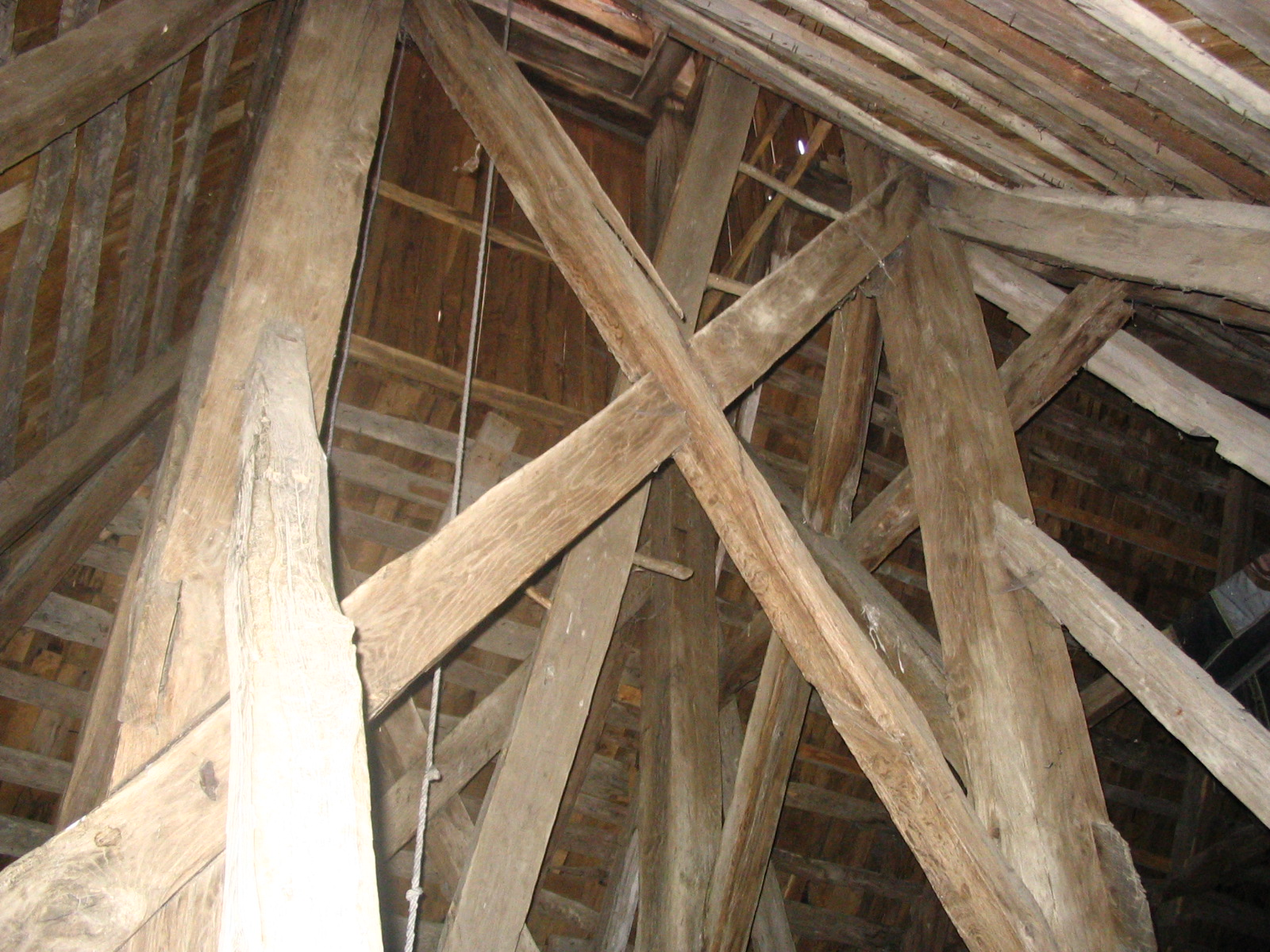
Structura clopotniței
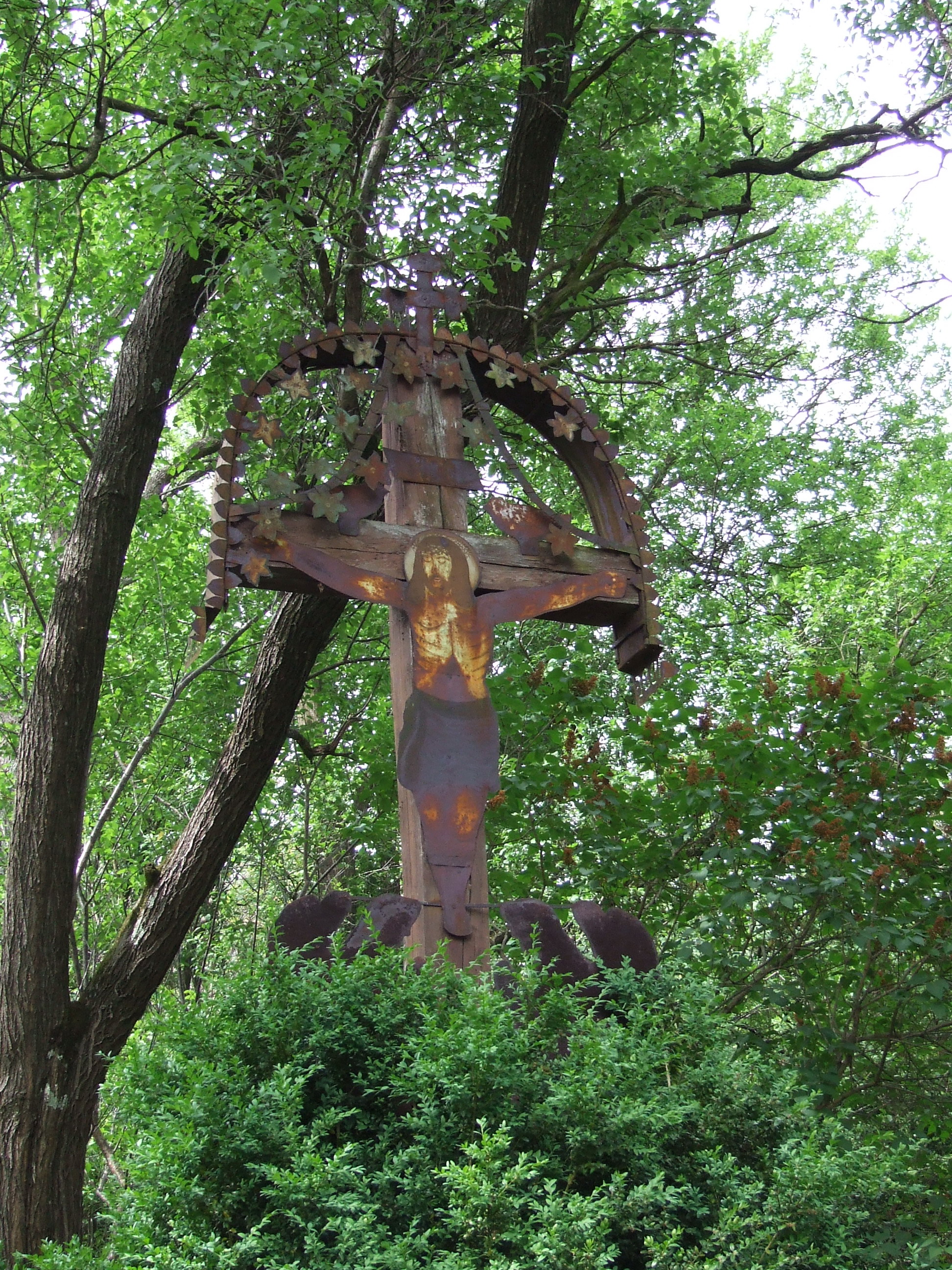
„Restenire”
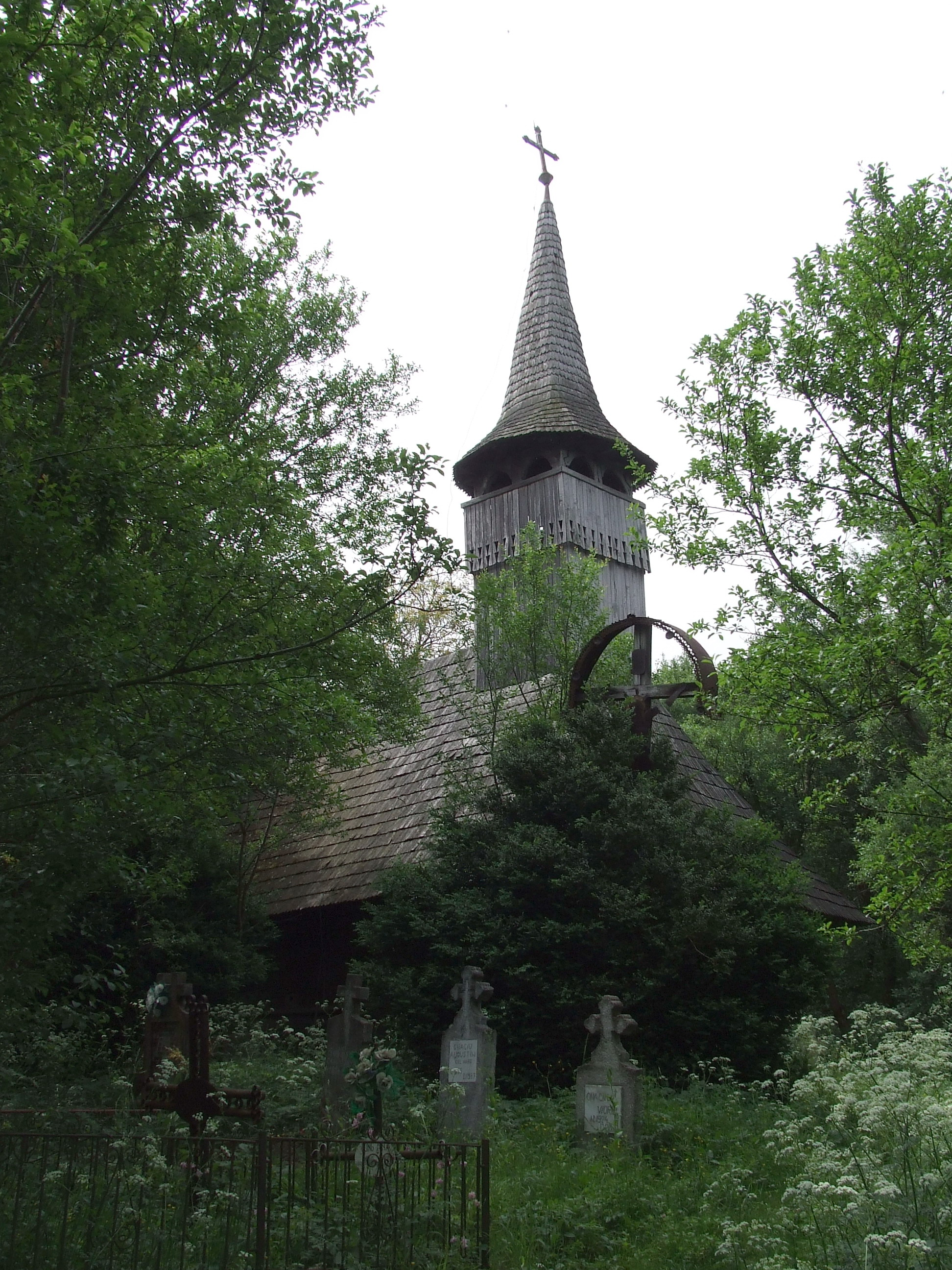
Clopotnița bisericii
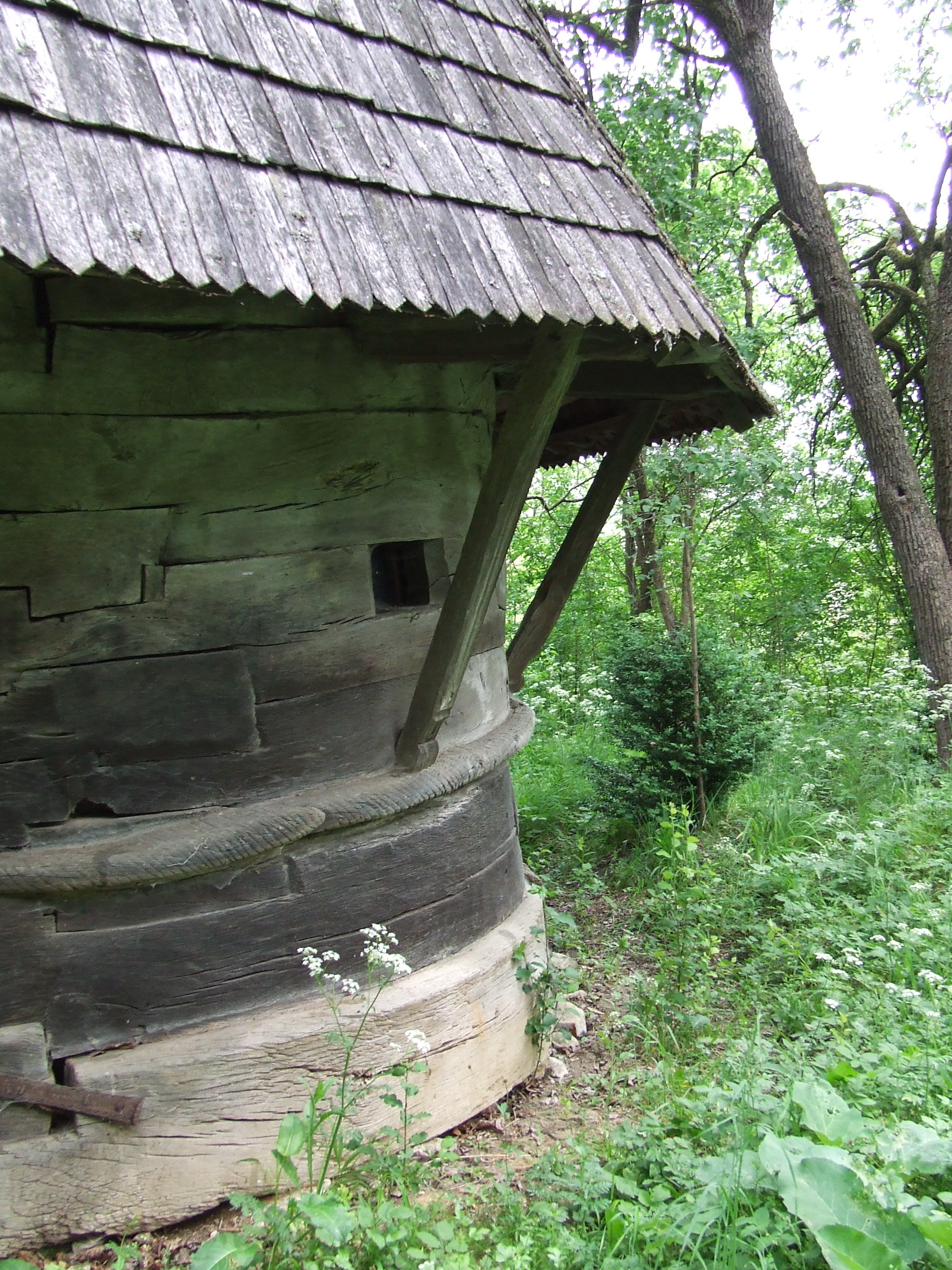
Sprijinitori
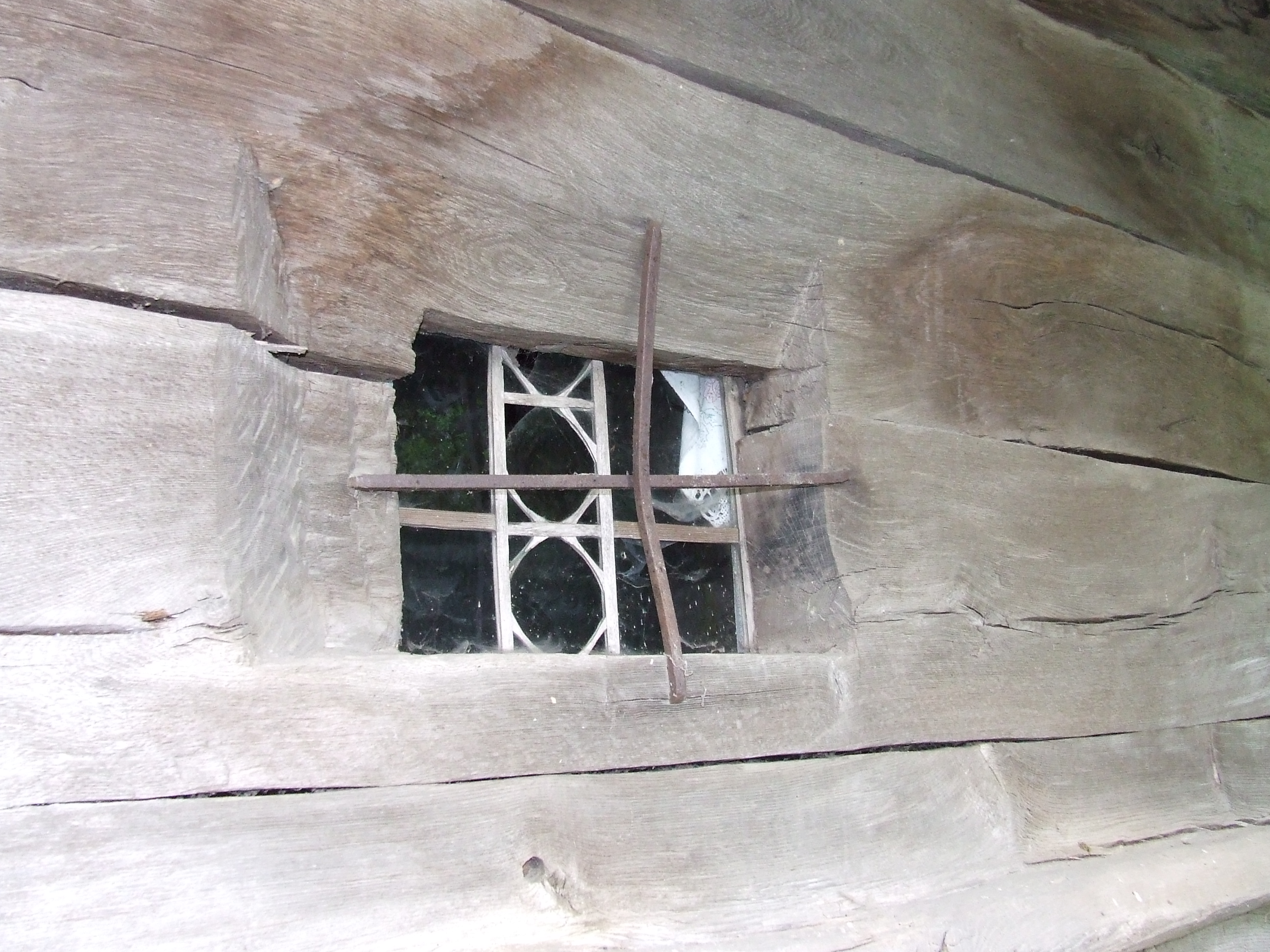
Fereastră
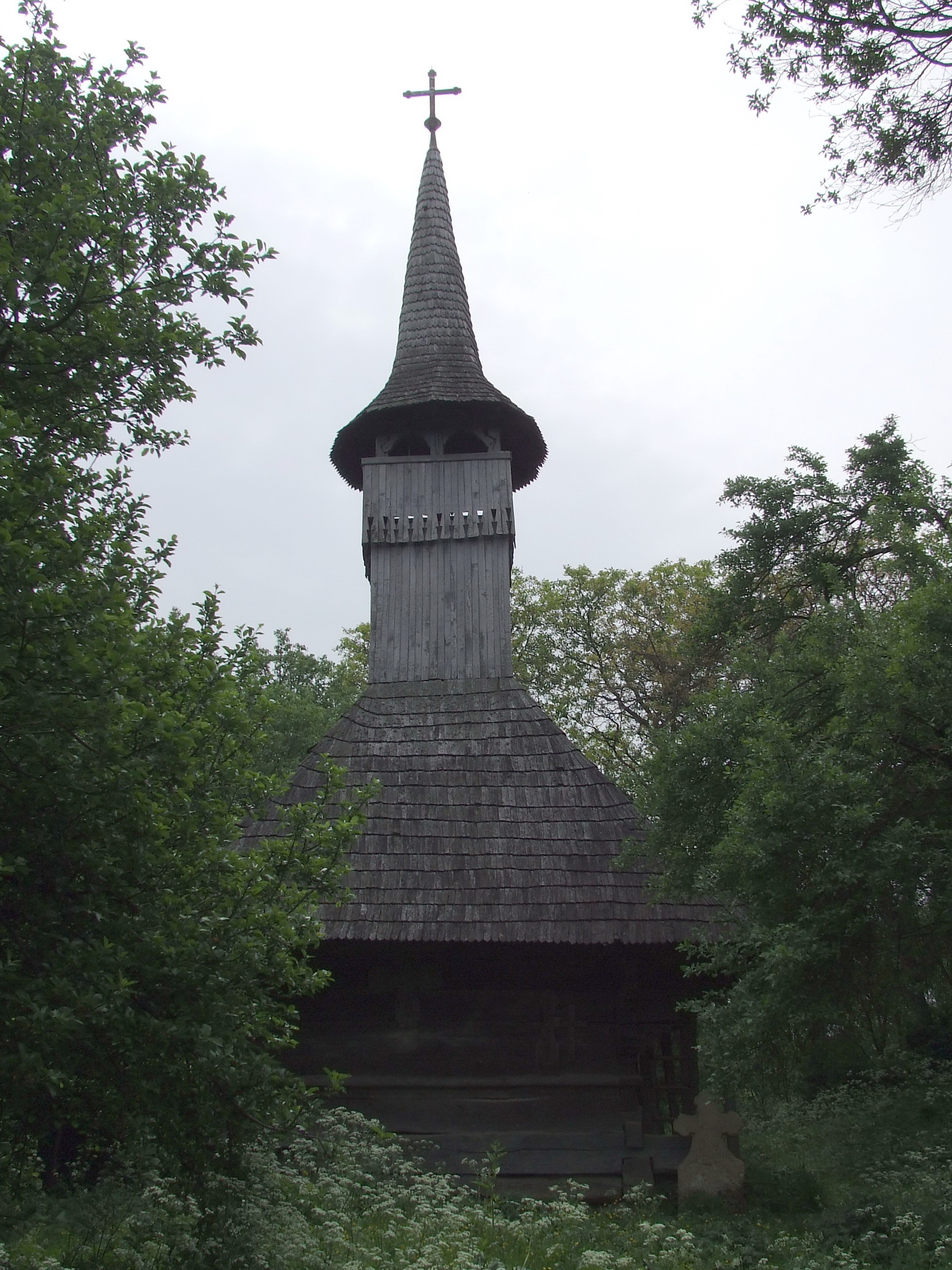
Vedere din vest
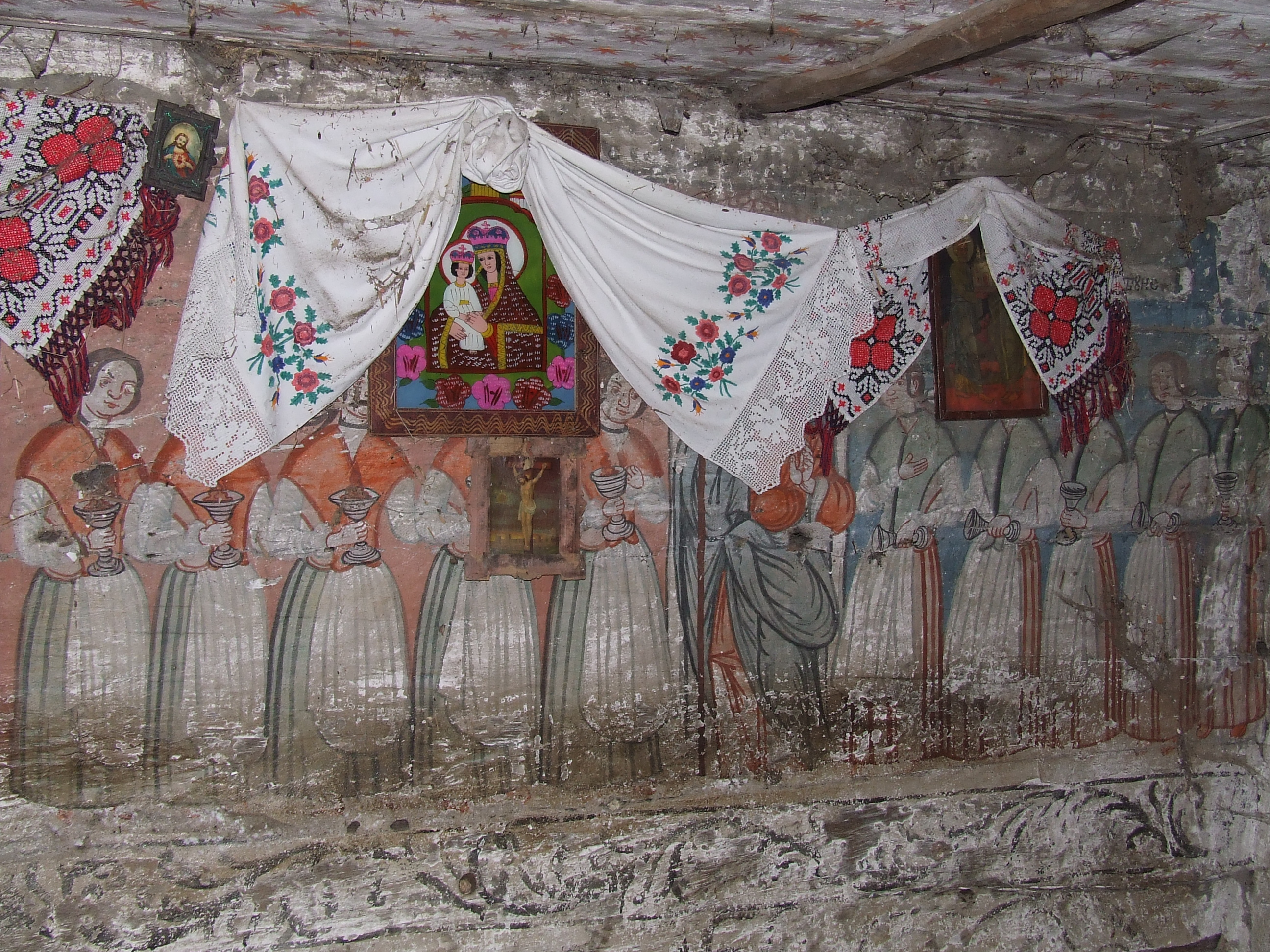
Pictură în pronaos
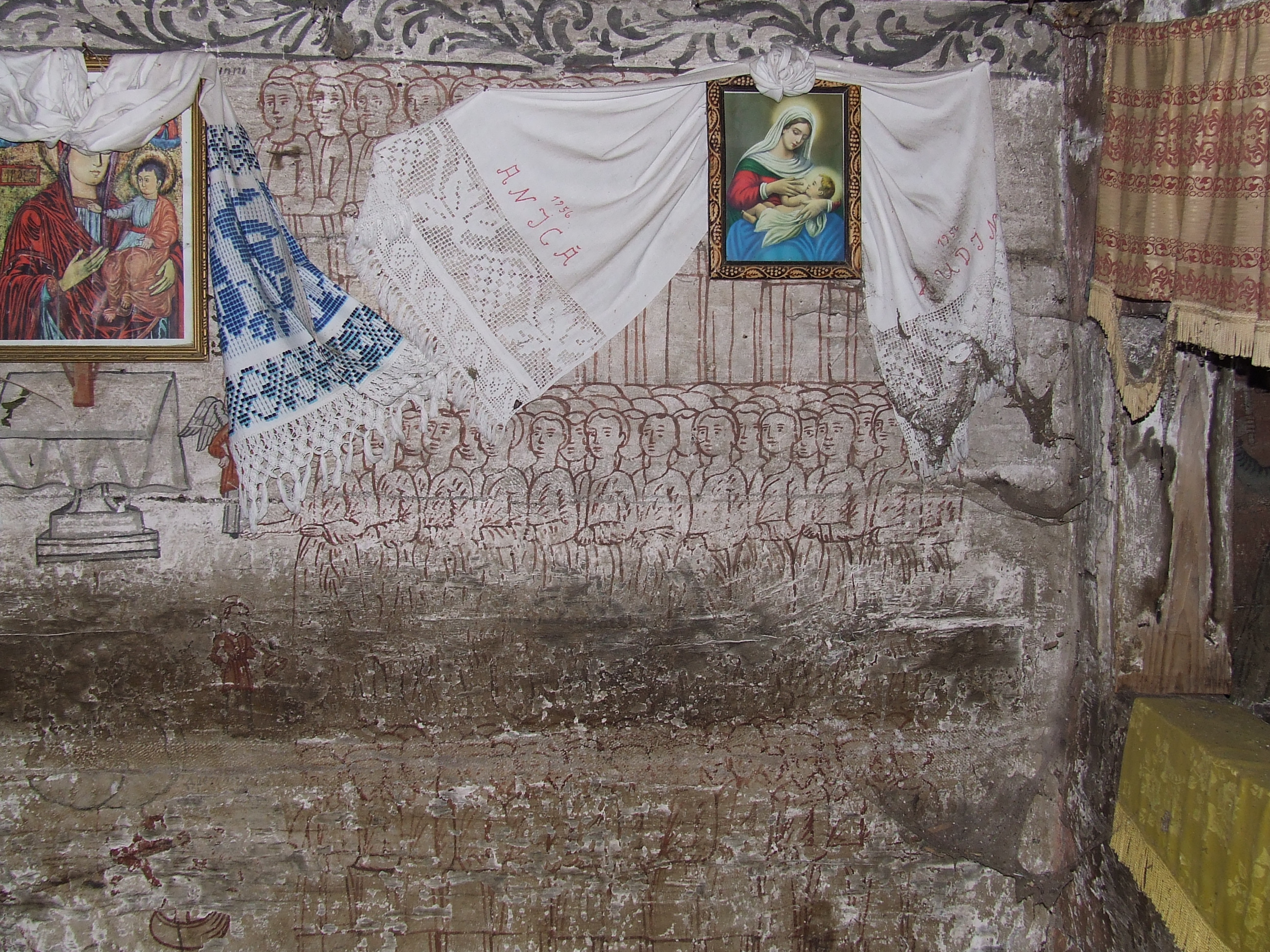
Pictură în pronaos
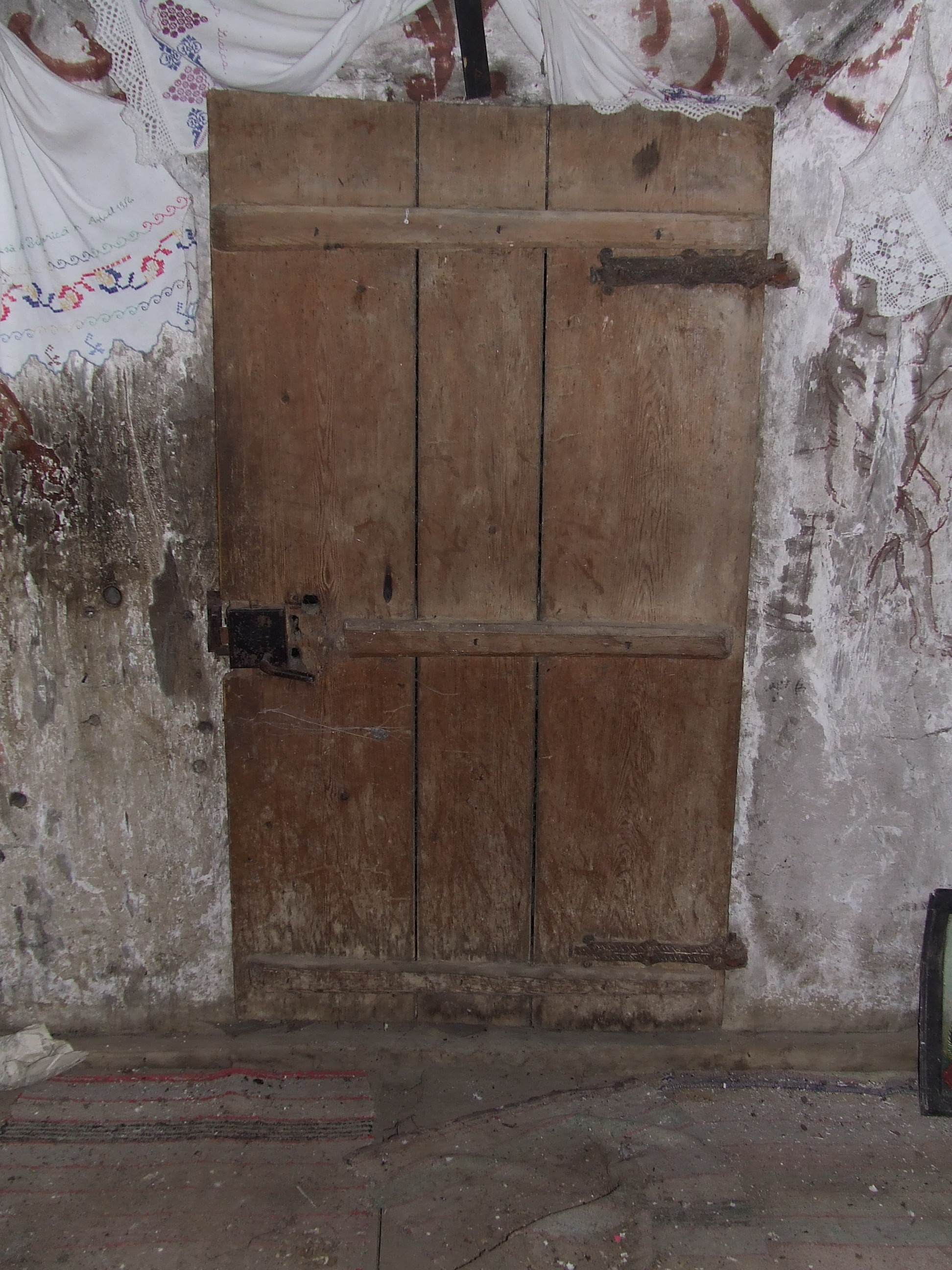
Dosul ușii de la intrare
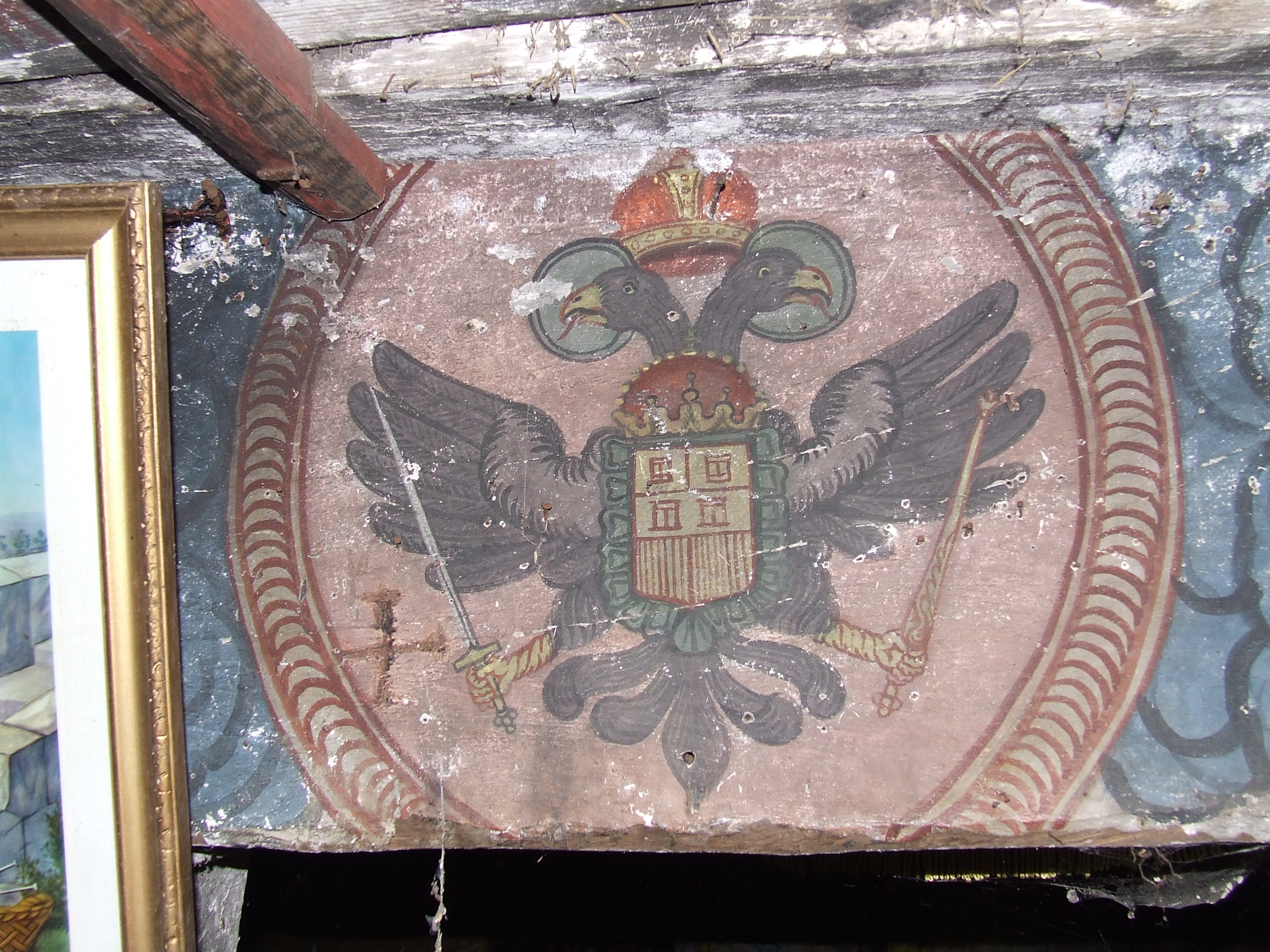
Stema de pe portalul naosului
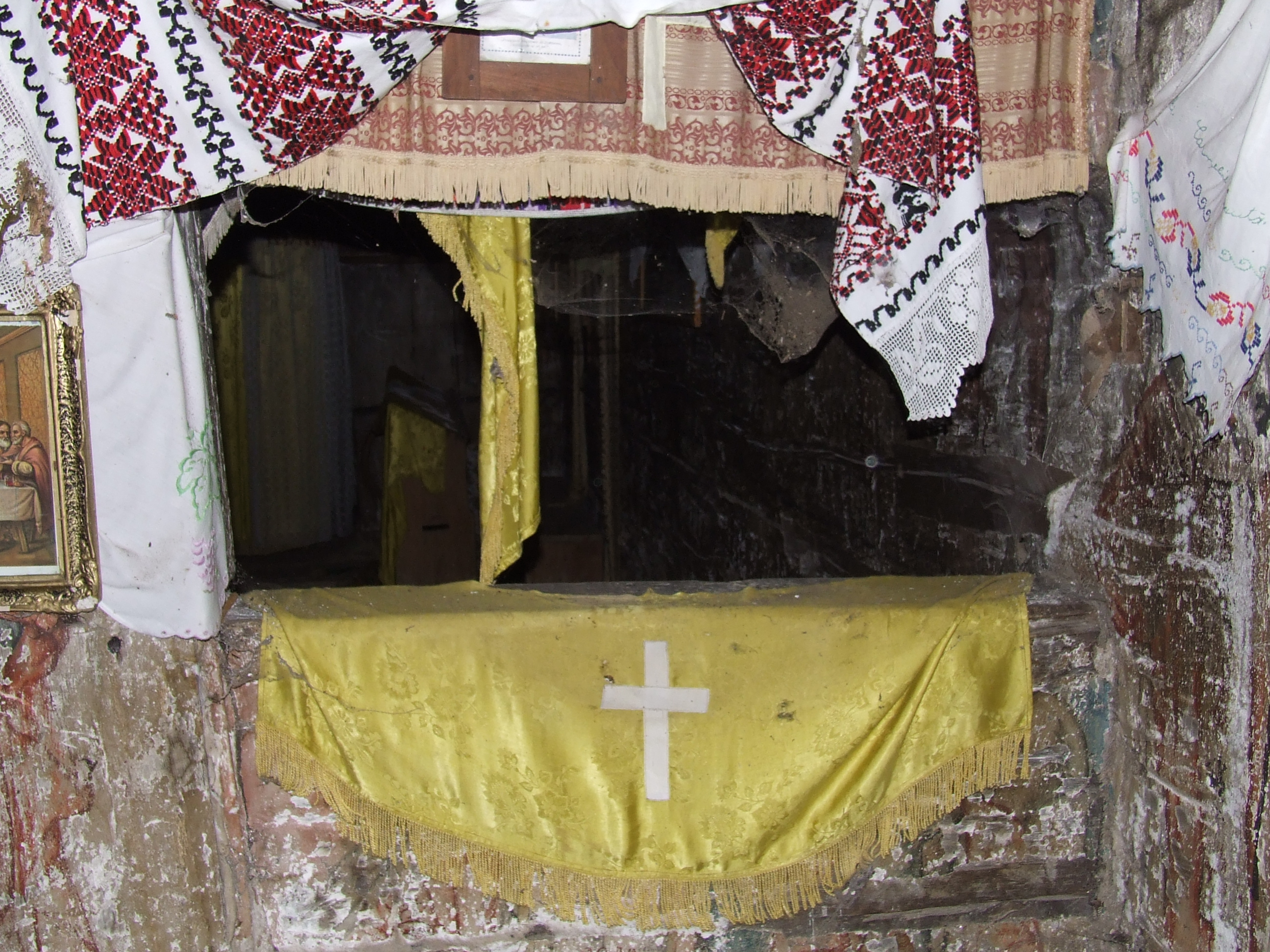
Peretele dintre naos și pronaos
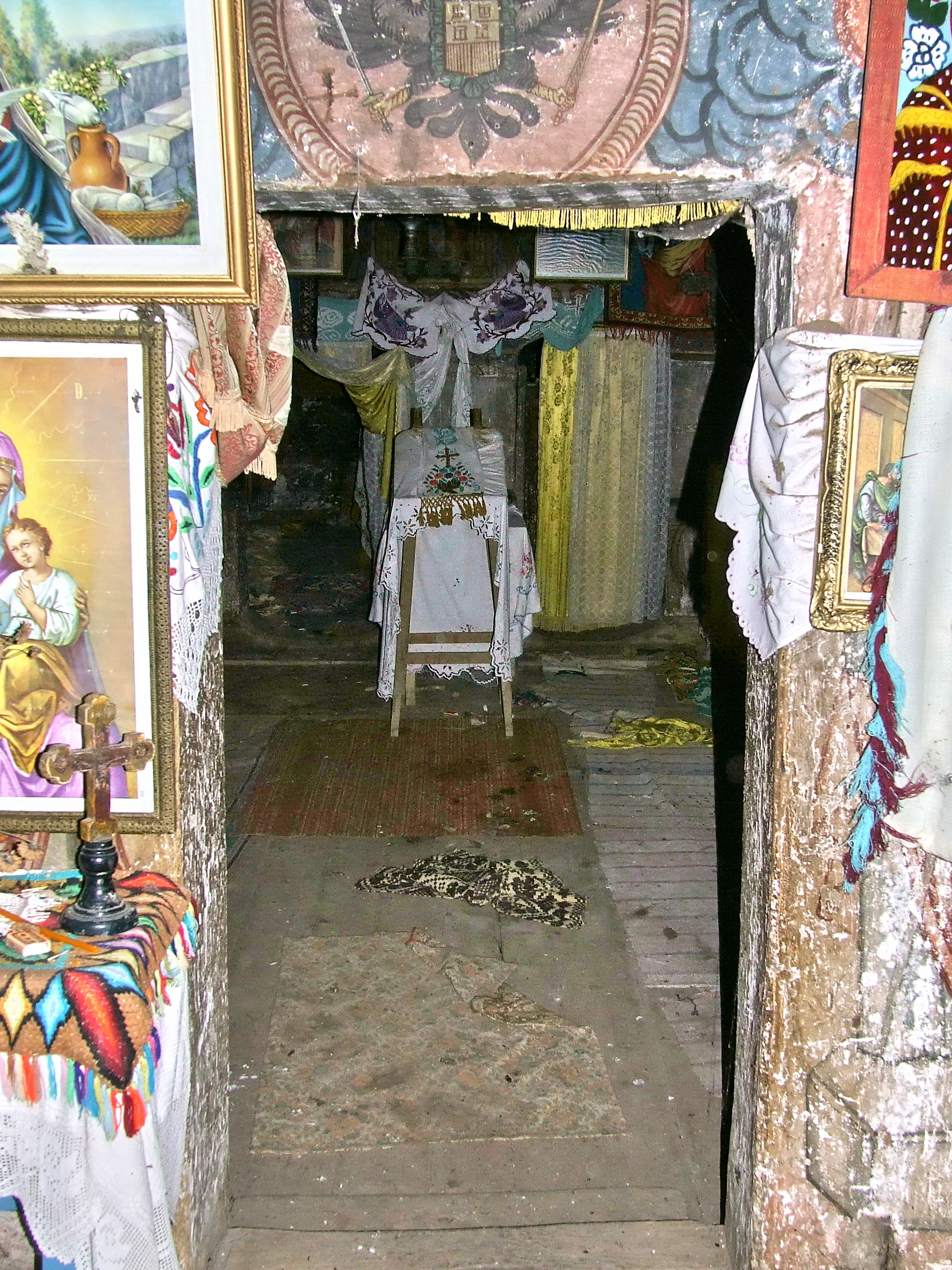
Trecerea dintre naos și pronaos
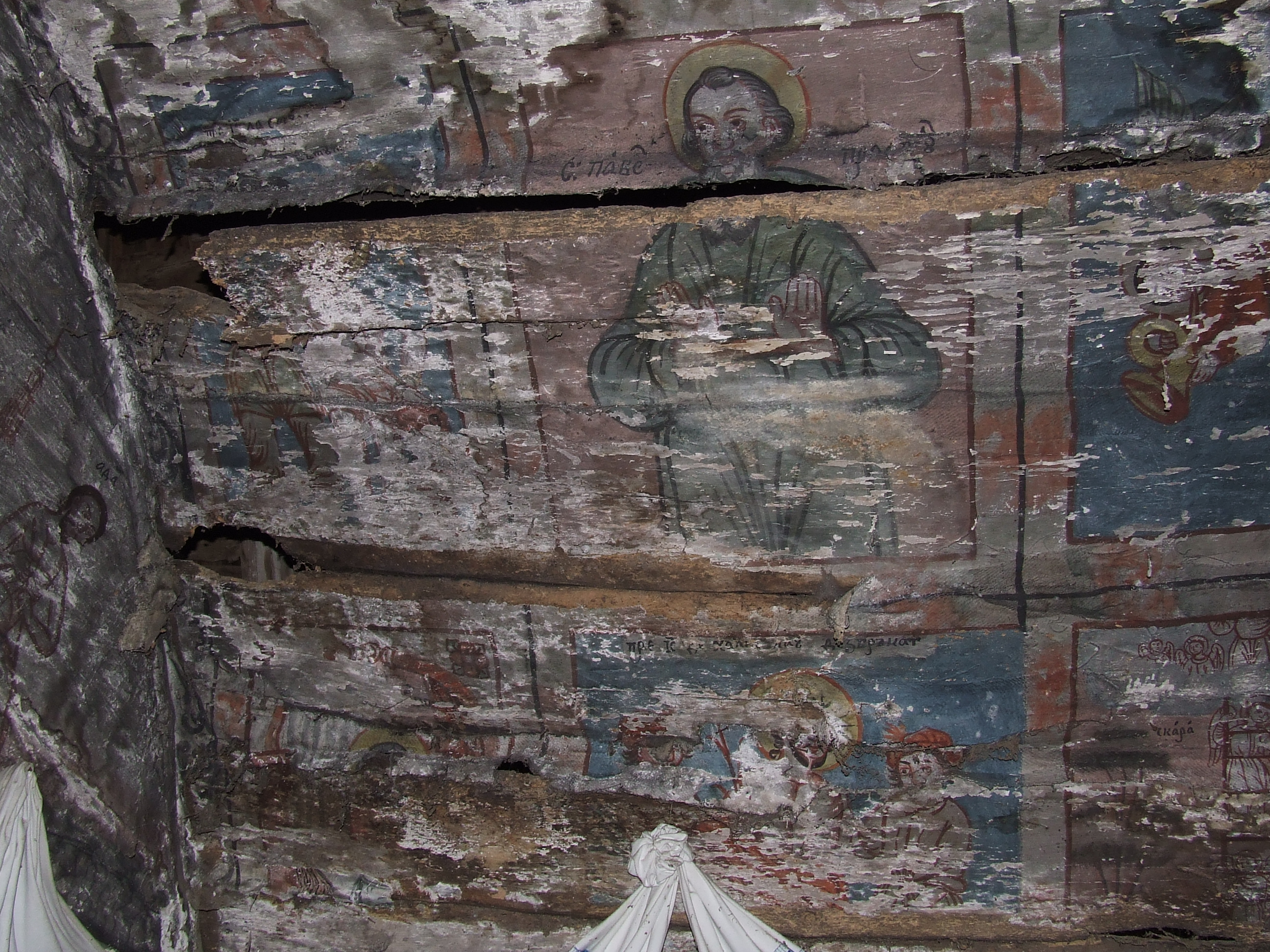
Bolta naosului, deteriorată
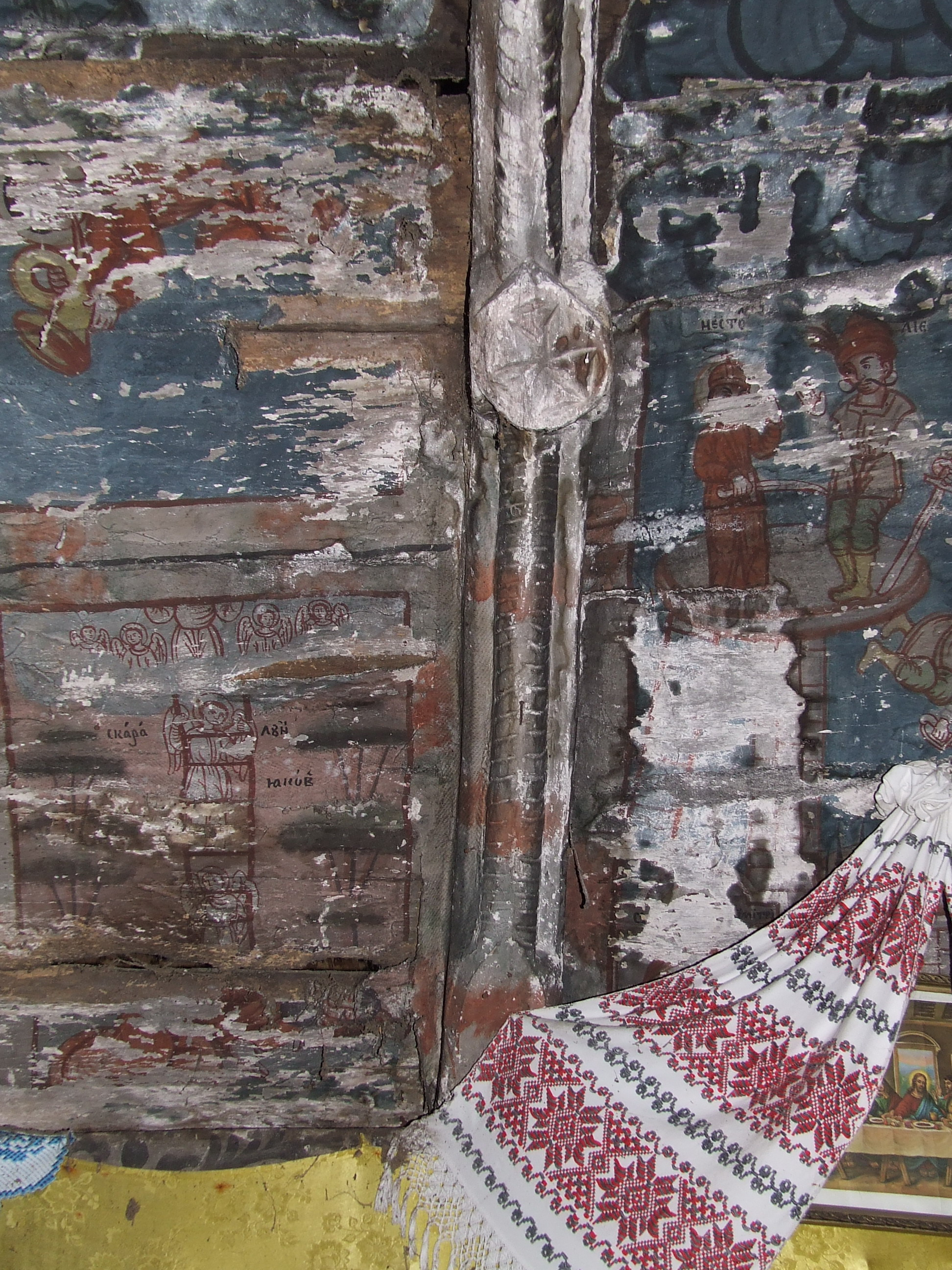
Fragment din arc-dublou
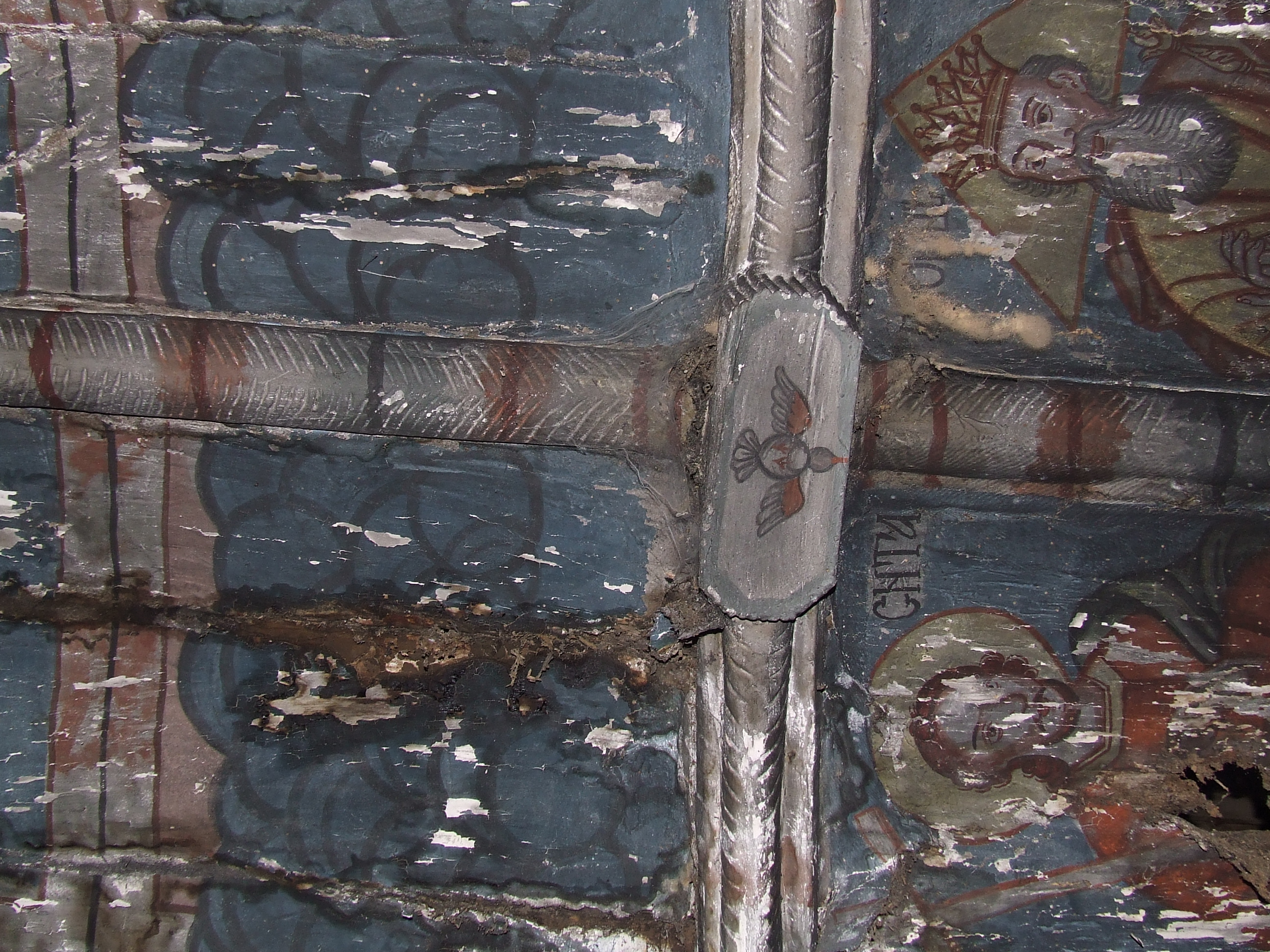
Intersecția dintre arc-dublou și meștergrindă
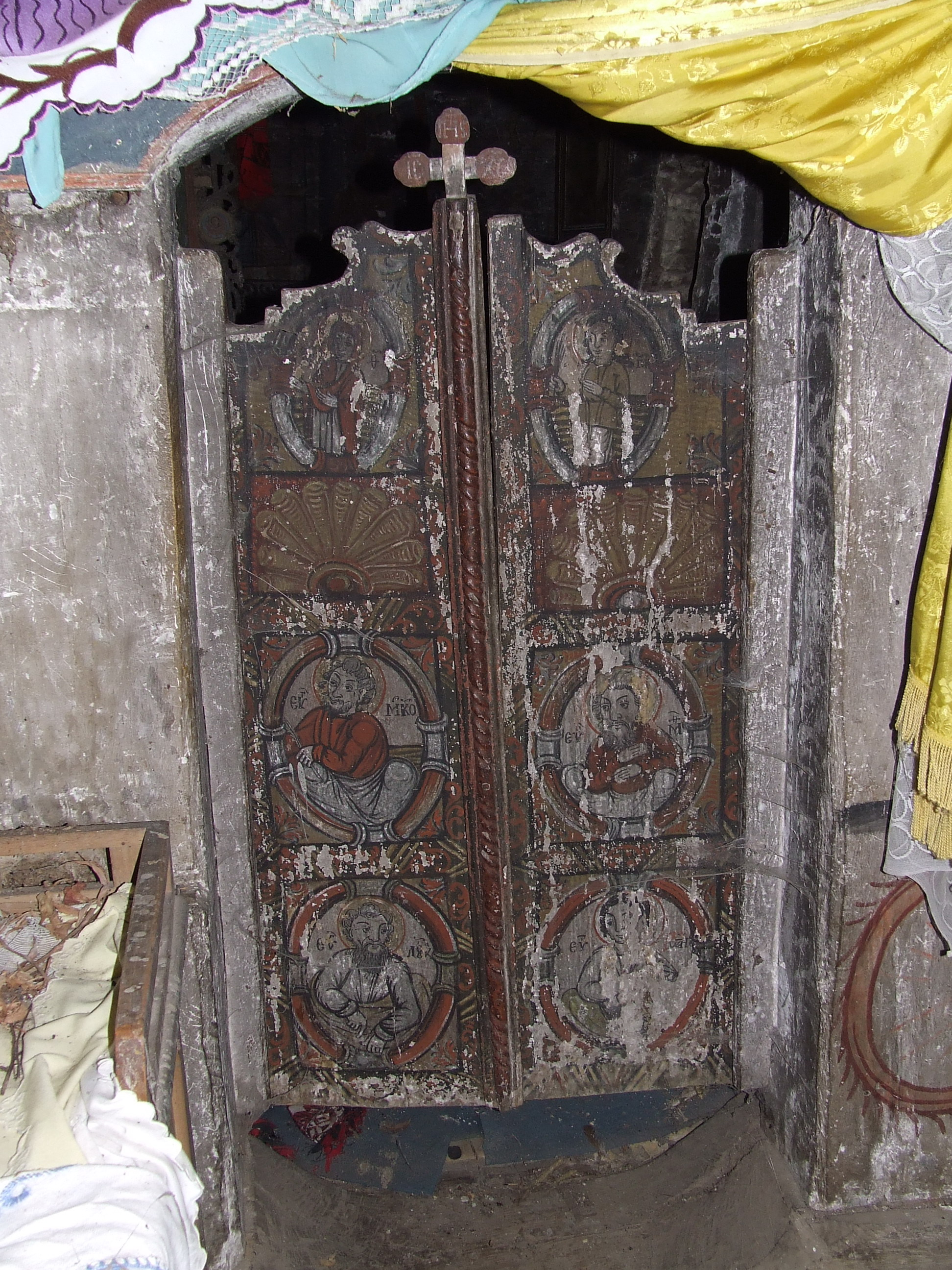
Ușile împărătești
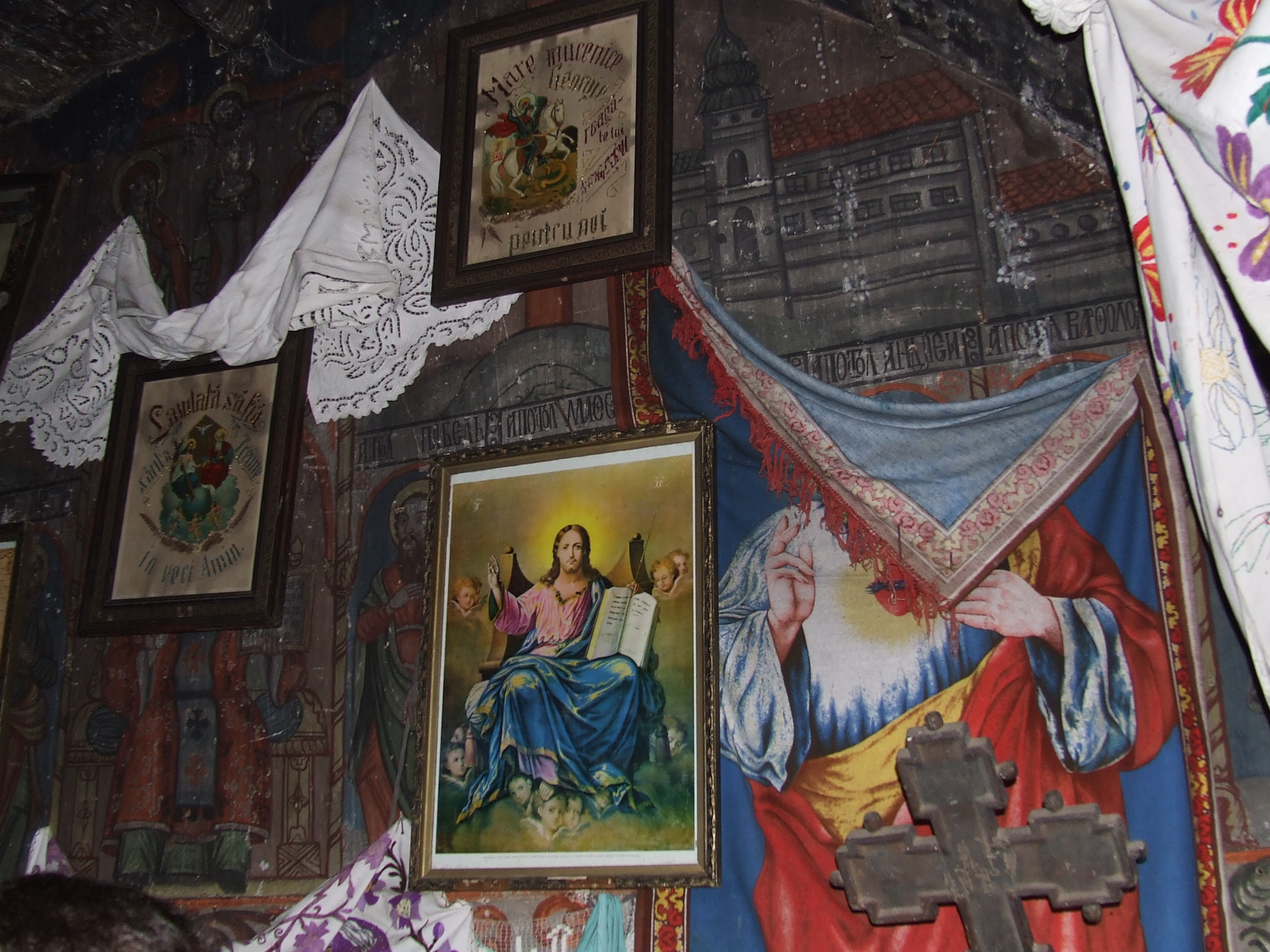
Iconostasul
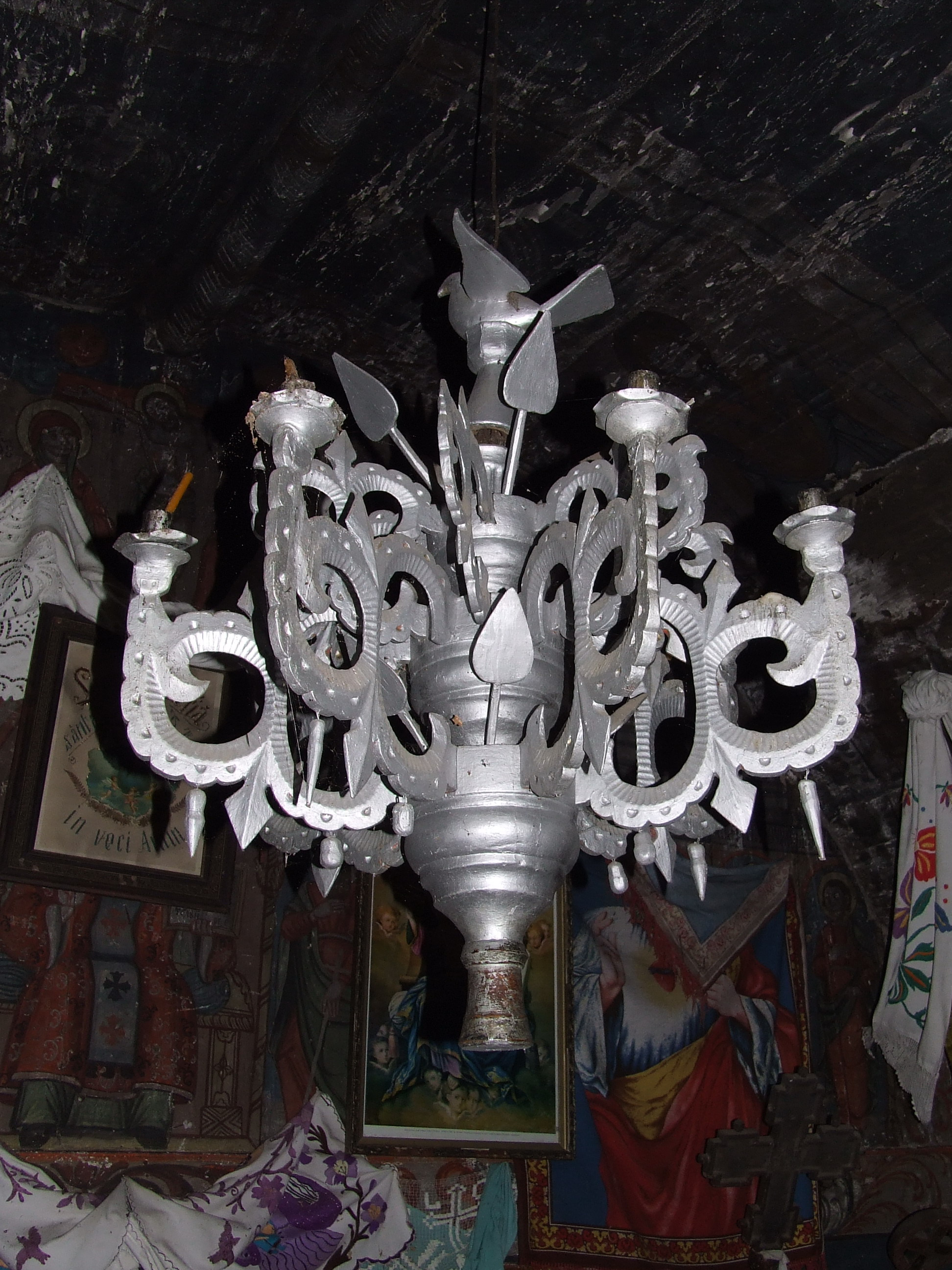
Candelabrul
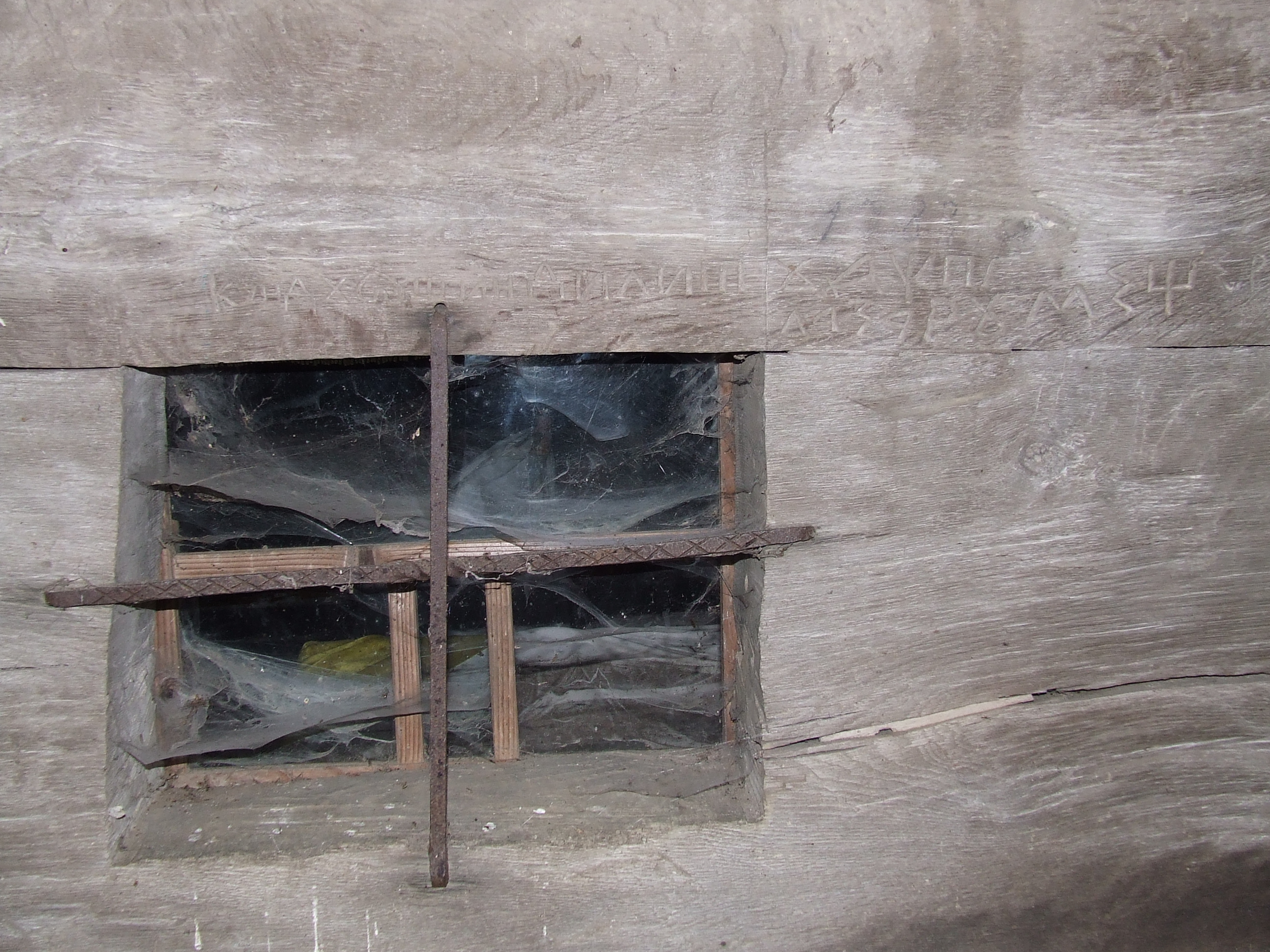
Fereastră, fragment din inscripția din pridvorul bisericii